# Lerotholi
Lerotholi Letsie (ur. 1836, zm. 19 sierpnia 1905) – król Basuto od 20 listopada 1891 do śmierci.

## Panowanie
Lerotholi objął tron po śmierci swojego ojca, Letsiego I 20 listopada 1981. W 1898 pokonał w walce swojego wujka, Masophę. Rządził krajem do śmierci 19 sierpnia 1905. Jego następcą został syn, Letsie II.

## Życie prywatne
Lerotholi był najstarszym synem Letsiego I. Miał córkę Letšabisę i dwóch synów: Letsiego II i Griffitha.